# جان مک‌انتیر
جان مک‌انتیر (انگلیسی: John McEntire؛ زادهٔ ۹ آوریل ۱۹۷۰) یک موسیقی‌دان اهل ایالات متحده آمریکا است. وی از سال ۱۹۸۸ میلادی تاکنون مشغول فعالیت بوده‌است.